# Szilfacincér
A szilfacincér (Akimerus schaefferi) a cincérfélék családjába tartozó, Dél- és Közép-Európában honos, tölgyön és más lombos fákon élő bogárfaj. 

## Megjelenése
A szilfacincér hímjének testhossza 15-22 mm, a nőstény 20-26,5 mm-es. Szárnyfedőinek alakja a széles vállak miatt háromszögszerű. Feje a többi cincérhez hasonlóan a test tengelyére merőlegesen, lefelé mutat. Egész testének színe vörösessárga vagy vörösesbarna, a nőstény vállai észrevehetően szélesebbek és a szárnyfedők közepén elmosódott, világosabb, sárga keresztsáv látható. A fej és az előtor, valamint a mell és a potroh sűrű sárga szőrökkel fedett. A szárnyfedők szőrei finom és ritka, gyakorlatilag csupasznak látszik. 

## Elterjedése és életmódja
Közép- és Dél-Európában honos, az Ibériai-félszigettől a Kárpát-medencéig. Magyarországon csak szórványosan fordul elő a hegy- és dombvidékeken; Budapest, Pilismarót, Tárkány, Zebegény, Verőce, Szekszárd környékén és a Mecsekben ismertek állományai.  
A lárva öreg vagy száraz tölgy, bükk és szilfa gyökereiben fejlődik. Telepített tölgyesekben nem fordul elő. Fejlődése három évig tart. Tavasszal készít bábkamrát a talajban, a gyökerek között. Az imágó június-augusztusban rajzik, legtöbbször meleg, napsütötte napokon repül a fák koronája körül, vagy a leveleken, a fa alatti növényeken, virágokon pihen.
Magyarországon védett, természetvédelmi értéke 10 000 Ft.

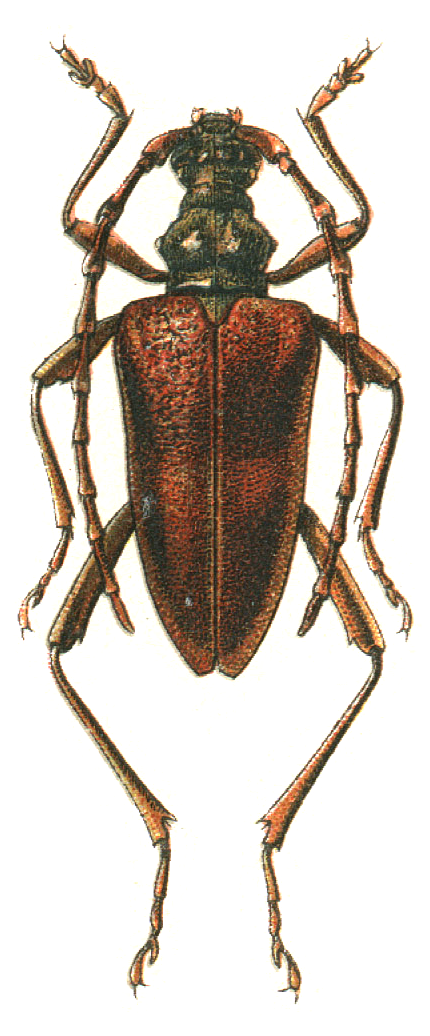